# Mrs. Caroline Robinson
Ne doit pas être confondu avec Mrs. Robinson, chanson de Simon and Garfunkel.
Chansons représentant l'Autriche au Concours Eurovision de la chanson
Boom Boom Boomerang
(1977) Heute in Jerusalem
(1979)
Mrs. Caroline Robinson est la chanson représentant l'Autriche au Concours Eurovision de la chanson 1978. Elle est interprétée par le groupe Springtime.
La chanson est la dix-neuvième chanson de la soirée, suivant A-Ba-Ni-Bi interprétée par Izhar Cohen et Alphabeta pour Israël et précédant Det blir alltid värre framåt natten interprétée par Björn Skifs pour la Suède.
À la fin des votes, elle obtient quatorze points et prend la quinzième place sur vingt participants.

## Source de la traduction
- (en) Cet article est partiellement ou en totalité issu de l’article de Wikipédia en anglais intitulé « Mrs. Caroline Robinson » (voir la liste des auteurs).